# محمد حسن أبو دنيا
محمد حسن أبو دنيا هو مؤلف وسينارست مصري ومن كبار كتاب مصر والوطن العربي   في أدب الطفل ،  له العديد من قصص الأطفال وله العديد من البرامج التلفزيونية بالمحطات التلفزيونية الأرضية المصرية والفضائية الموجهة للطفل العربي وكانت له علامة في أدب الطفل عالميا، حيث ترجمت قصصه إلى العديد من لغات العالم.
- رائد مسرح الأطفال، حيث كان أول من كتب مسرحيات موجه للطفل فكتب مسرحية قمة النصر التي عرضت على مسرح سيد درويش بالإسكندرية.

وذلك أثناء انعقاد مؤتمر القمة العربية بالإسكندرية صيف عام 1964 وشاهدها رؤساء وملوك الدول العربية آنذاك ثم مسرحية كفاح وانتصار ومسرحية الأم حيث قامت فرقتة مسرح الأطفال بالإسكندرية بعرضها على مسرح سيد درويش وفرقة مسرح الأطفال بالقاهرة حيث عرضت علي مسرح هوسابير ومسرح معهد الموسيقي العربية ليفتح بذلك آفاقا جديدة وأبوابا جديدة لأدباء الأطفال ليبدعوا في حقل مسرح الطفل.

## من كتاباتة في حقلأدبالأطفال
| - نوابغ المسلمين في العلم والمعرفة. - حيوانات جاء ذكرها في القرآن الكريم. - نباتات جاء ذكرها في القرآن الكريم. - علوم جاء ذكرها في القرآن الكريم: جسم الإنسان. - علوم جاء ذكرها في القرآن الكريم: السموات والأرض وما بينهما. - سلسلة كليلة ودمنة. - سلسلة من صفات المصطفى . - سلسلة أسماء الله الحسنى. - سلسلة من أخلاق النبي . - حكايات الجد الصالح. - سلسلة الأذكياء الثلاثة. | - سلسلة القرآن نور الرحمن. - مواقف من الشرق والغرب. - سلسلة البيئة والحياة. - سلسلة بيئتي الجميلة. - سلسلة الرحلات والمتاحف. - سلسلة بيوت لها تاريخ. - سلسلة قصور لها تاريخ. - سلسلة الآثار المصرية. - سلسلة السيرة النبوية للأطفال. - سلسلة العشرة المبشرين بالجنة. |  |

## مساهماته في البرامج التلفزيونية والإذاعية
حيث أنة أول مؤلف قد فكر في أن يستخلص من القرآن الكريم. كلمات ويدلل عليها بالعلم ويبين مدى التوافق بين العلم والنص القرآني
وهذا كله يأتي في أسلوب شيق موجه للأطفال.
- نباتات جاء ذكرها في القرآن الكريم.

| - التين. - الزيتون. - العنب. - العدس. - البصل. - النخيل. - الرمان. - الأثل والطرفاء. | - الفوم أو الثوم. - السدر أو النبق. - الريحان. - القثاء. - القمح. - الكافور والزنجبيل. - الطلح أو الموز. |  |

## نوابغ المسلمين في العلم والمعرفة
| - الحسن ابن الهيثم. - ابن يونس. - ابن سينا. - ابن خلدون. - البوزجانى. - ابن طفيل. - الخازن. - الطوسي. - موفق الدين بغدادى. - أحمد بن ماجد. - عباس بن فرناس. - عمر بن الخيام. - ابن البيطار. - عبد الرحمن الكواكبي. - الشريف الإدريسي. - أبو بكر الرازي. - أبو القاسم المجريطي. - سليمان السيرافى. - ابن بطوطة. - الخوارزمي. - ابن الشاطر. - الدينوري. - ابن العوام. - الفارابي. | - موسى بن شاكر. - جابر بن حيان. - البيروني. - ابن النفيس. - ابن زهر. - الجاحظ. - ابن وحشية. - ابن البطلان. - أبو الحسن الأندلسي. - المقريزي. - ابن جرير الطبري. - ابن ربن الطبري. - أبو القاسم الزهراوي. - داود الأنطاكي. - على بن عباس الأهوازي. - ابن الجزار. - ابن باجة. - أبو جعفر الغافقي. - أبو الحسن الصوفي. - الصباح. - ابن ملكا. - كمال الدين بن يونس. - أبو داود بن جلجل. |  |

## حيوانات جاء ذكرها في القرآن الكريم
| - الأسد. - البقرة. - الحصان. - الحمار. - الجمل. - الحوت. - الغنم. - الفيل. - القرد. - الكلب. - العنكبوت. - الفراش. - النحل. | - الجراد. - النمل. - النمل الأبيض. - الذئب. - الغراب. - الهدهد. - الحية. - البعوضة. - الذباب. - الضفادع. - البغل. - السماني. |  |

المعز
القمل

## علوم جاء ذكرها في القرآن الكريم: جسم الإنسان
| - القلب. - العين. - الصدر. - الأسنان. - الجلد. - الشعر. - الأذن. - الأنف. | - اللسان. - الحنجرة. - العظام. - الأصابع. - الأقدام. - الأمعاء. - الرأس. |  |

## علوم جاء ذكرها في القرآن الكريم:السموات والأرض وما بينهما
| - الهواء. - السماء. - الأرض. - الشمس. - القمر. - النجوم. - الكواكب. - الشهب. - الليل. - النهار. | - الزلازل. - الطوفان. - البرق والرعد. - الريح. - السحاب. - المطر. - البرد. - السراب. - الصيف. - الشتاء. |  |

وله أيضا باع طويل في تبسيط ترثنا للأطفال فكانت له تلك السلسلة

## سلسلة كليلة ودمنة
| - حكاية بيدباالفيلسوف ودبشليم الملك. - حكاية الأسد والثور. - حكاية القرد والنجار وحكاية رب البيت والسارق. - حكاية الثعلب والطبل وحكاية العابد واللص. - حكاية ثوب اللص وحكاية الشريك الخائن. - حكاية الإخوة الثلاثة وحكاية الصياد والصدفة. | - حكاية المخدوع وحكاية السمكات الثلاثة. - حكاية الأرنب الذكي وحكاية حيلة الأشرار. - حكاية الاتحاد قوة وحكاية الكلام ضيعها. - حكاية الجاهل والنصيحة وحكاية الورطة. - حكاية الفئران والحديد وحكاية الحمامة المطوقة. - حكاية الطبيب والجاهل وحكاية دواء الأسد. |  |

## سلسلة من صفات المصطفى
| - الصدق والأمانة. - الكرم. - الوفاء. - العفو. | - الزهد. - الرحمة. - التواضع. - الحياء. |  |

## سلسلة أسماء الله الحسنى
| - الله الرحمن الرحيم. - الملك القدوس السلام. - المؤمن المهيمن العزيز. - الجبار المتكبر الخالق. - البارئ المصور الغفار. - القهار الوهاب الرزاق. - الفتاح العليم القابض الباسط. - الخافض الرافع المعز المذل. | - السميع البصير الحكم. - العدل اللطيف الخبير. - الحليم العظيم الغفور. - الشكور العلي الكبير. - الحفيظ المقيت الحسيب. - الجليل الكريم الرقيب. - المجيب الواسع الحكيم. - الودود المجيد الباعث. |  |

## سلسلة من أخلاق النبي
| - الحلم. - الصدق والأمانة. - الوفاء. | - العفو عن المسيء. - التواضع. - الحياء. |  |

## حكايات الجد الصالح
| - صوت الحق. - الأمين. - البطل المجهول. - التجارة مع الله. | - جزاء الإحسان. - الناصح الأمين. - التسامح. - المهاجرون والأنصار. |  |

## سلسلة الأذكياء الثلاثة
| - الأذكياء الثلاثة والتاجر بركات. - الأذكياء الثلاثة والثلاث زهرات. | - الأذكياء الثلاثة والطريق المهجور. - الأذكياء الثلاثة في بلاد الخيرات. |  |

## سلسلة القرآن نور الرحمن
| - الرحمة. - اختيار الأصدقاء. | - العمل. - العلم. |  |

## مواقف من الشرق والغرب
| - إمبراطور الصين الطيب - وصايا أم عربية - نوبل وجائزته. - غاندي والاستعمار. | - طارق والأسطول. - شرف الكلمة. - الصبي الشجاع. - وفاء رهوان. |  |

## سلسلة البيئة والحياة
| - أوصيكم بالبيئة خيرًا. - هدية للبيئة. - البيت النظيف. - لا للضوضاء. - أرجوك أريد أن أتنفس. | - احترس الحلوى ملوثة. - أنهم يقتلون البيئة. - رسالة إلى صديقتي البيئة. - احذروا عقاب البيئة. - من يحمي الأوزون. |  |

## سلسلة بيئتي الجميلة
| - سر الخسارة. - الطائر الحزين. | - شريان الحياة. - أفراح في كل مكان. |  |

## سلسلة الرحلات والمتاحف
| - المتحف الحربي القومي - بالقلعة. - المتحف المصري. | - المتحف الزراعي المصري. - متاحف قصر عابدين. |  |

## سلسلة بيوت لها تاريخ
| - بيت الكريتليه. - بيت الهراوي. | - بيت زينب خاتون. - بيت جمال الدين الذهبي. |  |

## سلسلة قصور لها تاريخ
| - قصر الأمير محمد علي. - قصر بشتاك. | - قصر المناسترلي. - قصر السكاكيني. |  |

## سلسلة الآثار المصرية
| - أهرامات الجيزة. - معبد الكرنك. - معبد الأقصر. - معبد أبو سمبل. - وداي الملوك. - تل العمارنة. | - الكنيسة المعلقة. - دير القديسة كاترين. - قلعة قايتباي. - قلعة صلاح الدين. - الفيوم. - رشيد. |  |

## من برامجه التلفزيونية
| - برنامج القرآن علمني. - برنامج حواديت. - برنامج فكر معانا. | - برنامج الف باء مصر. - كلام من بستان القرآن. - أبناء الإسلام. - نساء مبدعات. |  |

1. ↑  "علامة فى أدب الطفل.. تعرف على مؤلفات محمد حسن أبو دنيا بعد رحيله". اليوم السابع. 11 مايو 2021. اطلع عليه بتاريخ 2024-08-08.
2. ↑  Hoffman, Valerie J. Sufism, Mystics, and Saints in Modern Egypt. University of South Carolina Press, 1995.  نسخة محفوظة August 29, 2005, على موقع واي باك مشين.
3. ↑  Goldschmidt، Arthur (2008). A Brief History of Egypt. Facts on File Inc. ص. 241. ISBN:978-0-8160-6672-8. People: Ethnic groups: Egyptians (98%), Bedouins, Berbers, Nubians, Greeks.
4. ↑  ""التعبئة والإحصاء": عدد سكان مصر في الداخل والخارج 104 ملايين نسمة". مصراوي.كوم. مؤرشف من الأصل في 2017-11-13. اطلع عليه بتاريخ 2017-10-16.
5. ↑  "Convention on the Rights of the Child" (بالإنكليزية). مكتب المفوضية العليا لحقوق الإنسان بالأمم المتحدة. Archived from the original on 5 مايو 2019. Retrieved أغسطس 2020. {{استشهاد ويب}}: تحقق من التاريخ في: |تاريخ الوصول= (help)صيانة الاستشهاد: لغة غير مدعومة (link)
6. ↑  المعجم الموحد لمصطلحات علم الأحياء، سلسلة المعاجم الموحدة (8) (بالعربية والإنجليزية والفرنسية)، تونس: مكتب تنسيق التعريب، 1993، ص. 45، OCLC:929544775، QID:Q114972534